# Leopard Pro Cycling

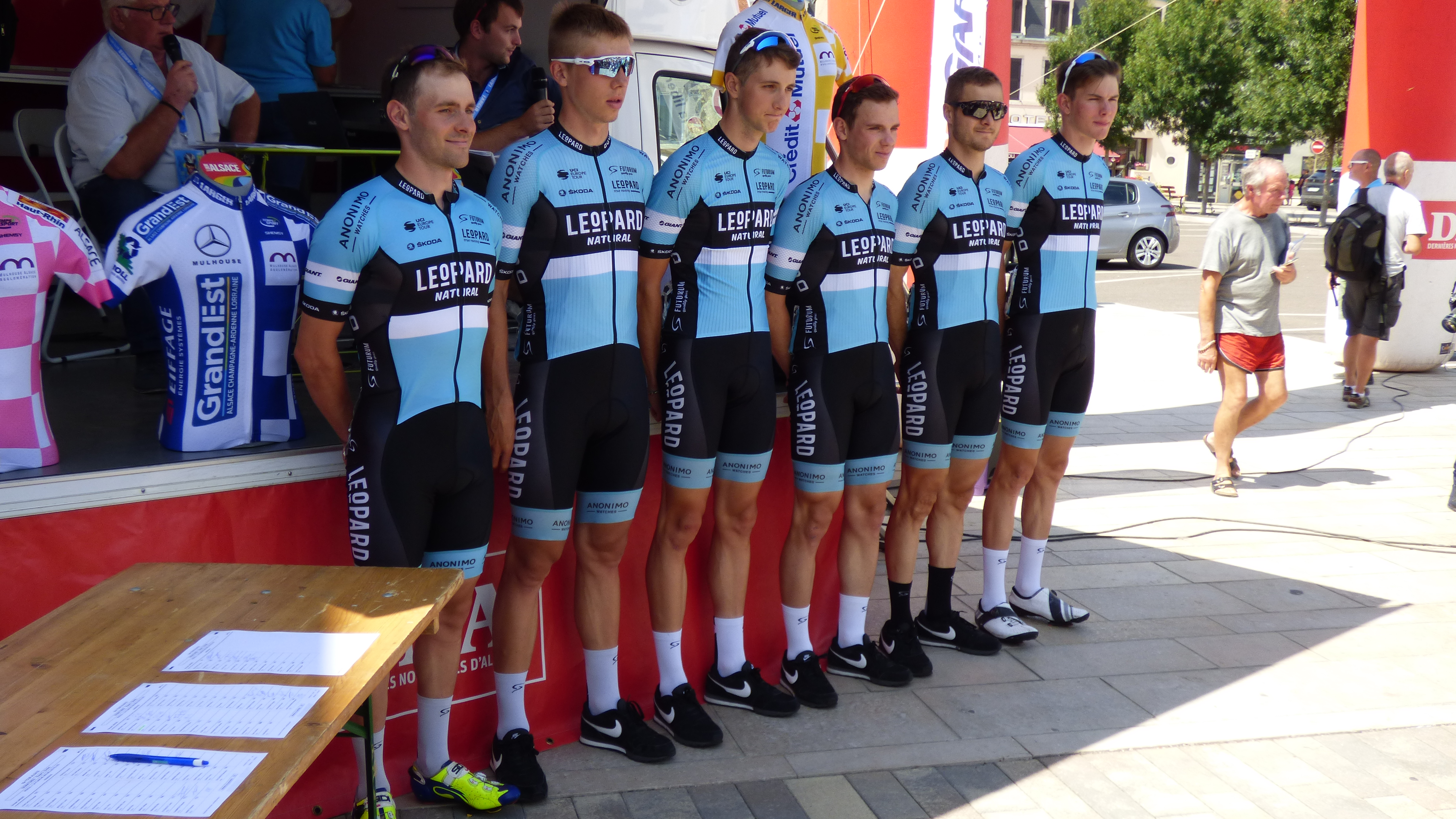
Teamfoto (2019)

Das Leopard Pro Cycling war ein Radsportteam aus Luxemburg.
Teambetreiber war das Unternehmen Leopard S.A. des luxemburgischen Sportmäzens und Immobilien-Maklers Flavio Becca, der u. a. bereits auch den nationalen Fußball-Erstligisten F91 Düdelingen unterstützt. Als Co-Namenssponsor fungierte zunächst der US-amerikanische Radhersteller Trek, dem nach eigenen Angaben weltweit größten Hersteller von Fahrrädern. Der Sitz des Teams befindet sich in Howald.
Von 2011 bis 2013 betrieb Leopard S.A. das ProTeam Leopard-Trek, das in den Saisons 2012 und 2013 RadioShack-Nissan bzw. RadioShack-Trek hieß. Das Continental-Team, das mehrheitlich aus Fahrern der Kategorie U23 bestand, sollte deswegen der Förderung des Radsports in Luxemburg und als Farmteam des ProTeams dienen und wurde zur Saison als UCI Continental Team registriert. Bekanntester Fahrer des Teams im Gründungsjahr war der Luxemburger Bob Jungels, der im Jahr 2010 Junioren-Weltmeister im Einzelzeitfahren wurde.
Zusätzlich zu den Radrennfahrern nahm das Team im 2012 bis 2014 den bis dahin erfolgreichsten luxemburgischen Triathleten Dirk Bockel unter Vertrag.
Zur Saison 2023 wurde die Mannschaft mit dem dänischen Riwal Cycling Team zum Leopard TOGT Pro Cycling fusioniert.

## Saison 2022
Mannschaft
| Teamkader 2022                     | Teamkader 2022    | Teamkader 2022 | Teamkader 2022                   |
| Name                               | Geburtsdatum      | Land           | Vorheriges Team                  |
| ---------------------------------- | ----------------- | -------------- | -------------------------------- |
| Benjamin Boos                      | 7. August 2003    | Deutschland    |                                  |
| Louis Coqueret                     | 15. Februar 2001  | Frankreich     |                                  |
| Colin Heiderscheid                 | 28. Januar 1998   | Luxemburg      | Dauner D&DQ-Akkon (2018)         |
| Johannes Hodapp                    | 9. September 1999 | Deutschland    | Team SKS Sauerland NRW (2021)    |
| Kevin Inkelaar                     | 8. Juli 1997      | Niederlande    | Bahrain Victorious (2021)        |
| Arthur Kluckers (1. Jan.–31. Jul.) | 15. März 2000     | Luxemburg      |                                  |
| Elias Maris                        | 5. Oktober 1999   | Belgien        |                                  |
| Jarno Mobach                       | 17. August 1998   | Niederlande    | Development Team Sunweb (2020)   |
| Cedric Pries                       | 25. Oktober 2000  | Luxemburg      | Regional Ekipp Letzebuerg (2020) |
| Tim Torn Teutenberg                | 19. Juni 2002     | Deutschland    | FC Lexxi Speedbike (2020)        |
| Mats Wenzel                        | 19. Dezember 2002 | Luxemburg      | CT Atertdaul (2020)              |
| Justin Wolf                        | 15. Oktober 1992  | Deutschland    | Bike Aid (2021)                  |
|                                    |                   |                |                                  |
| Quelle: ProCyclingStats            |                   |                |                                  |

Erfolge
| Siege    | Siege                    | Siege      | Siege  | Siege           | Siege |
| Datum    | Rennen                   | Staat      | Klasse | Sieger          |       |
| -------- | ------------------------ | ---------- | ------ | --------------- | ----- |
| 29. Mai  | Flèche du Sud, 5. Etappe | Luxemburg  | 2.2    | Arthur Kluckers |       |
| 30. Jul. | Tour Alsace, 4. Etappe   | Frankreich | 2.2    | Arthur Kluckers |       |

## Saison 2021
Nationale Straßen-Radsportmeister
| Datum   | Rennen                                          | Sieger          |
| ------- | ----------------------------------------------- | --------------- |
| 24. Mai | Luxemburger Meisterschaft – Straßenrennen (U23) | Arthur Kluckers |

## Saison 2020
Nationale Straßen-Radsportmeister
| Datum        | Rennen                                          | Sieger           |
| ------------ | ----------------------------------------------- | ---------------- |
| 5. September | Deutsche Meisterschaft – Einzelzeitfahren (U23) | Miguel Heidemann |

## Saison 2019
Erfolge in der UCI Europe Tour
| Datum           | Rennen                        | Kat. | Fahrer        |
| --------------- | ----------------------------- | ---- | ------------- |
| 23. Februar     | 3. Etappe Tour of Antalya     | 2.2  | Szymon Rekita |
| 21.–24. Februar | Gesamtwertung Tour of Antalya | 2.2  | Szymon Rekita |

Nationale Straßen-Radsportmeister
| Datum    | Rennen                                           | Sieger             |
| -------- | ------------------------------------------------ | ------------------ |
| 27. Juni | Britische Meisterschaft – Einzelzeitfahren (U23) | Charlie Quarterman |

## Saison 2018
Erfolge in der UCI Europe Tour
| Datum     | Rennen                          | Kat. | Fahrer        |
| --------- | ------------------------------- | ---- | ------------- |
| 21. April | 1. Etappe Tour du Jura Cycliste | 2.2  | Szymon Rekita |

Nationale Straßen-Radsportmeister
| Datum    | Rennen                                             | Sieger     |
| -------- | -------------------------------------------------- | ---------- |
| 17. Juni | Luxemburgische Meisterschaft – Straßenrennen (U23) | Pit Leyder |

## Saison 2017
Erfolge in der UCI Europe Tour
| Datum    | Rennen                                        | Kat. | Fahrer        |
| -------- | --------------------------------------------- | ---- | ------------- |
| 11. März | 2. Etappe International Tour of Rhodes        | 2.2  | Szymon Rekita |
| 2. April | 3b. Etappe Le Triptyque des Monts et Chateaux | 2.2  | Aksel Nõmmela |

Nationale Straßen-Radsportmeister
| Datum    | Rennen                                                | Sieger      |
| -------- | ----------------------------------------------------- | ----------- |
| 21. Juni | Luxemburgische Meisterschaft – Einzelzeitfahren (U23) | Tom Wirtgen |

Mannschaft
| Teamkader 2017                            | Teamkader 2017     | Teamkader 2017         | Teamkader 2017                             |
| Name                                      | Geburtsdatum       | Land                   | Vorheriges Team                            |
| ----------------------------------------- | ------------------ | ---------------------- | ------------------------------------------ |
| Jan Brockhoff                             | 3. Dezember 1994   | Deutschland            | AWT-Greenway (2015)                        |
| Jan Dieteren                              | 12. April 1993     | Deutschland            | Stölting (2014)                            |
| Carmelo Foti                              | 12. September 1994 | Italien                | Cipollini Iseo Serrature Rime (2016)       |
| Alexander Krieger                         | 28. November 1991  | Deutschland            | Team Stuttgart (2014)                      |
| Pit Leyder                                | 11. Januar 1997    | Luxemburg              |                                            |
| John Mandrysch                            | 18. Oktober 1996   | Deutschland            | Christina Jewelry Pro Cycling (2016)       |
| Massimo Morabito                          | 25. Februar 1993   | Luxemburg              |                                            |
| Aksel Nõmmela                             | 22. Oktober 1994   | Estland                | Probikeshop Saint-Étienne Loire (2015)     |
| Gaëtan Pons                               | 1. Januar 1992     | Luxemburg              | Wallonie Bruxelles-Group Protect (2016)    |
| Charlie Quarterman                        | 6. September 1998  | Vereinigtes Königreich | South East (2016)                          |
| Szymon Rekita                             | 5. Januar 1994     | Polen                  | Altopack-Eppela VC Coppi Lunata (2016)     |
| Jens Reynders                             | 25. Mai 1998       | Belgien                | Verandas Willems-Crabbé-CC Chevigny (2016) |
| Pit Schlechter                            | 26. Oktober 1990   | Luxemburg              | Continental Team Differdange (2010)        |
| Laurent Vanden Bak                        | 2. Oktober 1989    | Belgien                | An Post-ChainReaction (2014)               |
| Tom Wirtgen                               | 4. März 1996       | Luxemburg              | UC Dippach (2014)                          |
| Luc Wirtgen (14. Jun.–31. Dez.)           | 7. Juli 1998       | Luxemburg              | UC Dippach (2017)                          |
|                                           |                    |                        |                                            |
| Quellen: ProCyclingStats Cycling Quotient |                    |                        |                                            |

## Platzierungen in UCI-Ranglisten
UCI Asia Tour
| Saison    | Mannschaftswertung | Fahrerwertung       |
| --------- | ------------------ | ------------------- |
| 2012      | -                  | -                   |
| 2013      | 24.                | Daniel Klemme (18.) |
| 2014-2016 | -                  | -                   |

UCI Europe Tour
| Saison | Mannschaftswertung | Fahrerwertung            |
| ------ | ------------------ | ------------------------ |
| 2012   | 17.                | Bob Jungels (23.)        |
| 2013   | 18.                | Sean De Bie (33.)        |
| 2014   | 52.                | Dennis Coenen (218.)     |
| 2015   | 75.                | Jan Dieteren (290.)      |
| 2016   | 75.                | Aksel Nõmmela (348.)     |
| 2017   | 45.                | Alexander Krieger (176.) |
| 2018   | 22.                | Alexander Krieger (41.)  |

UCI-Weltrangliste
| Saison | Mannschaftswertung | Fahrerwertung             |
| ------ | ------------------ | ------------------------- |
| 2019   | 95.                | Szymon Rekita (543.)      |
| 2020   | 73.                | Colin Heiderscheid (719.) |
| 2021   | 50.                | Filip Maciejuk (377.)     |
| 2022   | 70.                | Arthur Kluckers (613.)    |